# Mettmach
Mettmach là một đô thị thuộc huyện Ried im Innkreis thuộc bang Oberösterreich, Áo. Đô thị Mettmach có diện tích 30 km², dân số thời điểm năm 2006 là 2549 người.